# Endokrin oftalmopati
Endokrin oftalmopati eller Graves oftalmopati är en ögonsjukdom som kan uppkomma i anslutning till giftstruma. 
Symtomen på endokrin oftalmopati är delvis mycket påtagliga, och utgörs av utstående ögon (exoftalmus eller proptos), svullna ögonlock samt retraktion (tillbakadragande) av ögonlocken varvid ögongloben blir mera synlig. Personen kan också ha suddig syn, dubbelseende, värk i ögonen, tårflöde och gruskänslor.
Sjukdomen uppkommer nästan alltid tillsammans med giftstruma, men kan både föregå diagnos och uppkomma flera år efter avslutad behandling. Det börjar som en inflammatorisk reaktion i ögat, varefter, om sjukdomen är obehandlad, en inaktiv fas på upp till tre år uppkommer. Sedan läker sjukdomen bort, dock ofta ofullständigt. Vad sjukdomen beror på är okänt, men det kan ha att göra med att ögat har tyreotropinreceptorer. Sjukdomen betraktas också som en autoimmun sjukdom.
Omkring 30-40% av alla med giftstruma får något av symtomen på oftalmopati, varav 10-25% uppfyller kriterierna för denna diagnos.